# Kennisjaren 1994-2014
Kennisjaren 1994-2014 is een kunstproject van de Rijksuniversiteit Groningen (RUG).
In 1994 bestond de universiteit 380 jaar. Tot het 400-jarig bestaan in 2014 liet de RUG jaarlijks een kunstwerk plaatsen bij een van haar faculteiten in Groningen. De ontwerpen zijn geïnspireerd door wetenschap en door personen en momenten uit de geschiedenis van de RUG.
In verband met verbouwingen en nieuwbouw, werden van 2006 tot en met 2008 geen kunstwerken geplaatst.
| Geplaatst | Omschrijving                             | Kunstenaar                                            | Locatie                                                                                         | Materiaal                                            | Afbeelding |
| --------- | ---------------------------------------- | ----------------------------------------------------- | ----------------------------------------------------------------------------------------------- | ---------------------------------------------------- | ---------- |
| 1994      | Ubbo Emmius-monument                     | Herbert Janse                                         | Broerstraat 5 (Academiegebouw)                                                                  | beton en beuk (de boom, met sokkel, is het monument) |            |
| 1995      | Low profile                              | Gunnar Daan                                           | Zernikecomplex                                                                                  | metaal                                               |            |
| 1996      | De brachistochroon                       | Henk Ovink                                            | Zernikecomplex                                                                                  | gegalvaniseerd staal                                 |            |
| 1997      | Tua res agitur                           | Groenewoud/Buij                                       | Nieuwe Kijk in ‘t Jatstraat 104 (Faculteit der Godsgeleerdheid en Godsdienstwetenschap)         | rubber                                               |            |
| 1998      | The fallacy of composition               | Trudi van den Berg en Jos Steenmeijer                 | Nettelbosje 2 (gevel van de Faculteit der Economische Wetenschappen)                            | metaal en neonbuizen                                 |            |
| 1999      | Non scholae sed vitae                    | Marte Röling                                          | Harmonieplein (Faculteit Letteren)                                                              | polyester op betonnen sokkel                         |            |
| 2000      | The changing same (fontein)              | Maree Blok & Bas Lugthart                             | Zernikecomplex                                                                                  | rvs                                                  |            |
| 2001      | La condition humaine                     | Lex Bekink                                            | (Faculteit der Gedrags- en Maatschappijwetenschappen)                                           | Beton                                                |            |
| 2002      | Versus                                   | Yland/Metz                                            | Oude Kijk in 't Jatstraat 26 (Harmoniecomplex)                                                  | Verf op plaatwerk                                    |            |
| 2003      | Het Huis                                 | Tiddo Nieboer (ontwerp) Harm van Weerden (uitvoering) | Oude Boteringestraat 52 (patio Faculteit Wijsbegeerte)                                          | Hout                                                 |            |
| 2004      | The Catwalk                              | SKETS                                                 | Oude Kijk in 't Jatstraat 7 (entree Universiteitsmuseum)                                        | Perspex en neonbuizen                                |            |
| 2005      | De twaalf gouden uilen van Pallas Athena | Wia van Dijk                                          | Oude Kijk in 't Jatstraat 26 (timpaan De Harmonie)                                              | bladgoud, lak, polyurethaan en verf                  |            |
| 2009      | Xy                                       | Martin Borchert                                       | Antonius Deusinglaan 1 (Faculteit Medische Wetenschappen, Tandheelkunde en Farmacie), tuin UMCG | staal                                                |            |
| 2010      | Sun College                              | Jeroen Doorenweerd                                    | Nettelbosje 2, tuin Duisenberggebouw                                                            | Hout                                                 |            |